# Saal 2
Saal 2 ist eine Hamburger NDW-Formation.

## Geschichte
Saal 2 wurde Anfang 1980 von Jens Kraft (Gesang, Gitarre, Bass), Thomas Meins (Percussion) sowie Godeke Ilse (Gesang, Synth.) gegründet. Verstärkt durch diverse wechselnde Mitmusiker begann die Gruppe ihre Karriere als elektronische New-Wave-Formation im Stile von The Residents, Der Plan und DAF. Dementsprechend fiel ihre Debüt-Single „Angst vorm Tanzen“ noch sehr experimentell aus.
Mit dem Sampler-Beitrag „Strandgefühle“ begann die Gruppe verstärkt – ähnlich wie Ede & Die Zimmermänner und Mythen In Tüten – NDW und Schlager miteinander zu vermischen. Dies führte sie auch auf der Nachfolge-Single „Die U-Bahn rollt“, die unter dem Namen Saal 3 erschien, fort.
Eine seit langem angekündigt LP verschob sich mehrfach. Stattdessen verwirrte die Gruppe ihre Fans mit Auftritten als Saal 4, Saal 5, Saal 6 usw. Zwar wurde für Ende 1983 definitiv der erste Longplayer angekündigt, doch der Konkurs des Eigelstein-Vertriebs setzte diesen Plänen ein Ende.
1994 erschien das Debüt-Album. Unterstützt von Detlef Diederichsen (Die Zimmermänner) und Folke Jensen (Ledernacken) entstand ein nostalgisch anmutendes NDW-Album unter dem Titel „Auf der Suche nach dem Glück“. Viele der darauf vertretenen Titel stammten noch aus den frühen 1980er Jahren. Einige neue Tracks steuerte die Band bei.
2005 veröffentlichte Saal 2 die auf 500 Exemplare limitierte LP Weil das System nicht funktioniert! auf Vinyl On Demand.
Hier legte die Band erstmals ihre alten Originaltapes auf Vinyl vor. Darunter finden sich zehn bis dahin unveröffentlichte Stücke, Urversionen von Songs aus den frühen 1980er Jahren, die Jens Kraft und Godeke Ilse in einem ihrer Jugendzimmer Anfang der Achtziger produziert hatten. Dazu gibt es alle vier Stücke der ersten Zickzack-EP von 1980 – inklusive „Angst vorm Tanzen“, das von WESTBAM in Spex 9/2005 noch vor Johann Sebastian Bachs Ein feste Burg ist unser Gott zum elftbesten Song aller Zeiten gewählt wurde – und das 1981 auf dem ZickZack-Sampler Lieber Zuviel Als Zuwenig erschienene Sommerstück „Strandgefühle“. Als Zugabe gibt die Band die Punk-Funk-Probekellerversion von „Kleine blonde Mädchen 2“.
2010 veröffentlichte Saal 2 die EP Johann Sebastian Kraft mit sechs von Jens Kraft komponierten Stücken.
2015 erschien von Saal 2 das Album Was macht die Musik? (Tapete Records).

## Diskografie
als Saal 2:
- Angst vorm Tanzen – EP (1980)
- Strandgefühle – auf Sampler: Lieber Zuviel als Zuwenig (1981)
- Auf der Suche nach dem Glück – Album (1994)
- Weil das System nicht funktioniert! – Album (2005)
- Johann Sebastian Kraft – EP (2010)
- Was macht die Musik? – Album (2015)

als Saal 3:
- Die U-Bahn rollt – Single (1982)

als Saal 4:
- Ich Liebe dich – auf Sampler: Wunder gibt es immer wieder (1983)

Solosingle von Jens Kraft als Rex Dildo:
- Du bist so nett zu mir – Single (1981)